# Trevor Nunn
Sir Trevor Robert Nunn (Ipswich, 14 gennaio 1940) è un regista britannico. Attivo in campo teatrale, televisivi e cinematografico, Nunn è noto soprattutto per le sue regie di musical e opere di prosa a Londra e Broadway, dove ha vinto due Tony Award, rispettivamente nel 1982 e nel 1984. È stato inoltre direttore artistico della Royal Shakespeare Company dal 1968 al 1986, del National Theatre dal 1997 al 2003 e dell'Haymarket Theatre nel 2011.

## Biografia
Nato ad Ipswich, Inghilterra ed educato alla Northgate Grammar School di Ipswich ed al Downing College di Cambridge, dove iniziò con i primi lavori teatrali, prima di diventare direttore del Belgrade Theatre di Coventry. Prese il posto di direttore della Royal Shakespeare Company sostituendo Peter Hall e successivamente divenne direttore del Royal National Theatre, sostituendo sempre Hall. Nel 2002 è stato insignito del cavalierato.
Nel 1968 divenne direttore del Royal Shakespeare Company, ruolo che ricoprì fino al 1986. La sua prima moglie, Janet Suzman, apparve in molte delle sue produzioni. Nunn divenne una figura di spicco nei circoli teatrali, e fu il responsabile di numerose rappresentazioni pionieristiche ed innovative, come ad esempio la versione del RSC del Nicholas Nickleby di Dickens, codiretto con John Caird. È stato anche un direttore di musical di successo. Nunn è stato responsabile di Cats (1981), ed è stato il regista della versione inglese di Les Misérables del 1985, sempre con John Caird.
Nunn ha anche diretto il teatro dell'opera del Glyndebourne Festival Opera, ed è stato regista e produttore per la televisione con Antonio e Cleopatra (interpretato dalla Suzman) nel 1974. Nel 1993 ripropose per la televisione la sua versione di Porgy and Bess di George Gershwin, che aveva presentato con successo a Glyndebourne, e tale versione ricevette una calda accoglienza, superiore a quella ricevuta dalla versione del 1959 diretta da Samuel Goldwyn e Otto Preminger. Saltuariamente dirige film, come ad esempio Lady Jane del 1986, Il mistero della signora Gabler, un adattamento di Hedda Gabler, e La 12ª notte, adattamento dell'opera di William Shakespeare. Attualmente è sposato con l'attrice Imogen Stubbs, che recita in We Happy Few da lui diretta, e che spesso appare nelle sue produzioni.
Nunn è noto per aver diretto musical famosi in tutto il mondo. In particolare Starlight Express e Sunset Boulevard. La sua produzione de Les Misérables è in scena ininterrottamente a Londra dal 1985, stabilendo il record di produzione di musical stabile più replicata della storia, mentre le sue ultime rappresentazioni a Londra includono My Fair Lady, South Pacific, The Woman in White, Otello e Acorn Antiques, La grande strage dell'impero del sole, Rock 'N' Roll (interpretato da Alice Eve, Sinéad Cusack, Brian Cox e Rufus Sewell) e Porgy and Bess (una versione ridotta con il dialogo invece dei recitativi).
Nel 2004 Nunn ha creato un adattamento moderno dell'Amleto. Questa produzione vede come protagonista Ben Whishaw, ed è stata rappresentata all'Old Vic Theater di Londra. Le sue ultime produzioni rappresentate a Stratford includono il Re Lear e Il gabbiano. Queste due rappresentazioni hanno effettuato un tour mondiale e da novembre 2007 sono state rappresentate al New London Theatre. Le due piece hanno come protagonisti Ian McKellen, Romola Garai, Frances Barber, Sylvester McCoy e William Gaunt. L'ultimo progetto di Nunn, l'adattamento musicale di Via col vento ha iniziato le rappresentazioni dal marzo 2008. Nunn ritornerà al Belgrade Theatre di Coventry (lo stesso teatro dove ha iniziato la sua carriera) per dirigere Scene da un matrimonio di Ingmar Bergman, con Imogen Stubbs e Iain Glen.

## Vita privata
Trevor Nunn si è sposato tre volte: in prime nozze Sharon Lee-Hill, dalla quale ha avuto due figli. Nel 1969 si è risposato con l'attrice Janet Suzman, dalla quale ebbe un figlio: Joshua. Entrambi i matrimoni terminarono con un divorzio. Dal settembre 1994 è stato sposato con l'attrice Imogen Stubbs, dalla quale ha avuto due figli: Ellie e Jesse; la coppia si è separata nel 2011

## Filmografia

### Cinema
- Il mistero della signora Gabler (Hedda) (1975)
- Lady Jane (1986)
- La 12ª notte (Twelfth Night: Or What You Will) (1996)
- Red Joan (2018)
- Prisoner C33 (2022)

### Televisione
- A Performance of Macbeth, co-regia di Philip Casson - film TV (1979)
- BBC2 Playhouse - serie TV, episodio 6x02 (1979)
- The Three Sisters - film TV (1981)
- The Great Hamlets - miniserie TV (1983)
- Theatre Night - serie TV, episodio 5x01 (1990)
- American Playhouse - serie TV, episodio 11x07 (1993)
- Oklahoma! - film TV (1999)
- Masterpiece (Masterpiece Theatre) - serie TV, episodio 31x01 (2001)
- Great Performances - programma TV, 1 episodio (2008)
- King Lear - film TV (2008)

## Teatrografia (parziale)
- Enrico V, Royal Shakespeare Theatre di Stratford-upon-Avon (1965)[1]
- Enrico IV, parte I, Royal Shakespeare Theatre di Stratford-upon-Avon (1966)
- Enrico IV, parte II, Royal Shakespeare Theatre di Stratford-upon-Avon (1965)
- La tragedia del vendicatore, Royal Shakespeare Theatre di Stratford-upon-Avon (1966)
- La bisbetica domata, Royal Shakespeare Theatre di Stratford-upon-Avon (1967)
- Re Lear, Royal Shakespeare Theatre di Stratford-upon-Avon (1968)
- Molto rumore per nulla, Royal Shakespeare Theatre di Stratford-upon-Avon (1968)
- Il racconto d'inverno, Royal Shakespeare Theatre di Stratford-upon-Avon (1969)
- Enrico VIII, Royal Shakespeare Theatre di Stratford-upon-Avon (1969)
- Amleto, Royal Shakespeare Theatre di Stratford-upon-Avon (1970)
- Coriolano, Royal Shakespeare Theatre di Stratford-upon-Avon (1972)
- Giulio Cesare, Royal Shakespeare Theatre di Stratford-upon-Avon (1972)
- Antonio e Cleopatra, Royal Shakespeare Theatre di Stratford-upon-Avon (1972)
- Tito Andronico, Royal Shakespeare Theatre di Stratford-upon-Avon (1972)
- La commedia degli errori, Royal Shakespeare Theatre di Stratford-upon-Avon (1972)
- Macbeth, Royal Shakespeare Theatre di Stratford-upon-Avon (1974)
- Hedda Gabler, Aldwych Theatre di Londra (1974)
- Romeo e Giulietta, Theatre Royal di Newcastle upon Tyne (1977)
- Ogni bravo ragazzo merita un favore, Royal Festival Hall di Londra (1977)
- Come vi piace, Theatre Royal di Newcastle upon Tyne (1978)
- Macbeth, Young Vic di Londra (1978)
- Tre sorelle, tour britannico (1978)
- La dodicesima notte, tour britannico (1978)
- Le allegre comari di Windsor, Royal Shakespeare Theatre di Stratford-upon-Avon (1979)
- The Life and Adventures of Nicholas Nickleby, Aldwych Theatre di Londra (1980)
- Tutto è bene quel che finisce bene, Royal Shakespeare Theatre di Stratford-upon-Avon (1981)
- Enrico IV, parte I, Barbican Centre di Londra (1981)
- Enrico IV, parte II, Barbican Centre di Londra (1981)
- Peter e Wendy, Barbican Centre di Londra (1982)
- Cats, New London Theatre di Londra (1983)
- Starlight Express, Apollo Victoria Theatre di Londra (1984)
- Les Misérables, Barbican Centre di Londra (1985)
- Chess, Prince Edward Theatre di Londra (1986)
- Aspects of Love, Prince of Wales Theatre di Londra (1989)
- The Baker's Wife, Phoenix Theatre di Londra (1989)
- Otello, The Other Place di Stratford-upon-Avon (1989)
- Timone d'Atene, Young Vic di Londra (1990)
- Misura per misura, The Other Place di Stratford-upon-Avon (1989)
- Sunset Boulevard, Adelphi Theatre di Londra (1993)
- Arcadia, Haymarket Theatre di Londra (1994)
- Un nemico del popolo, National Theatre di Londra (1997)
- Oklahoma!, National Theatre di Londra (1998)
- Not About Nightingales, National Theatre di Londra (1998)
- Tradimenti, National Theatre di Londra (1999)
- Troilo e Cressida, National Theatre di Londra (1999)
- Candide, National Theatre di Londra (1999)
- Il mercante di Venezia, National Theatre di Londra (1999)
- Il giardino dei ciliegi, National Theatre di Londra (2000)
- My Fair Lady, National Theatre di Londra (2001)
- South Pacific, National Theatre di Londra (2001)
- Anything Goes, National Theatre di Londra (2002)
- The Coast of Utopia, National Theatre (2002)
- The Woman in White, Palace Theatre di Londra (2004)
- Amleto, Old Vic di Londra (2004)
- Acorn Antiques: The Musical!, Haymarket Theatre di Londra (2005)
- Porgy and Bess, Savoy Theatre di Londra (2006)
- Rock 'n' Roll, Royal Court Theatre di Londra (2006)
- Il gabbiano, Courtyard Theatre di Stratford-upon-Avon (2008)
- Re Lear, Courtyard Theatre di Stratford-upon-Avon (2008)
- Via col vento, New London Theatre di Londra (2008)
- A Little Night Music, Menier Chocolate Factory (2008), Garrick Theatre di Londra (2009)
- Inherit the Wind, Old Vic di Londra (2009)
- Aspects of Love, Menier Chocolate Factory di Londra (2010)
- Birdsong, Harold Pinter Theatre di Londra (2010)
- Faith Path, Haymarket Theatre di Londra (2011)
- Rosencrantz e Guildenstern sono morti, Haymarket Theatre di Londra (2011)
- Il leone d'inverno, Haymarket Theatre di Londra
- A Chorus of Disapproval, Harold Pinter Theatre di Londra (2012)
- Kiss Me, Kate, Chichester Theatre Festival (2012), Old Vic di Londra (2013)
- Fatal Attraction, Haymarket Theatre di Londra (2014)
- Volpone, Swan Theatre di Stratford-upon-Avon (2015)
- Pericle, principe di Tiro, Polonsky Shakespeare Center di Brooklyn (2016)
- Il violinista sul tetto, Menier Chocolate Factory (2018), Playhouse Theatre di Londra (2019)
- The Bridges of Madison County, Menier Chocolate Factory di Londra (2019)